# Хабард (Ајова)
Хабард (енгл. Hubbard) град је у америчкој савезној држави Ајова. По попису становништва из 2010. у њему је живело 845 становника.

## Демографија
Према попису становништва из 2010. у граду је живело 845 становника, што је -40 (-4.5%) становника више него 2000. године.
| Група             | 2000.       | 2010.       |
| Белци             | 878 (99,2%) | 814 (96,3%) |
| Афроамериканци    | 0 (0,0%)    | 1 (0,1%)    |
| Азијати           | 1 (0,1%)    | 3 (0,4%)    |
| Хиспаноамериканци | 4 (0,5%)    | 24 (2,8%)   |
| Укупно            | 885         | 845         |